# 馬克·柏賽

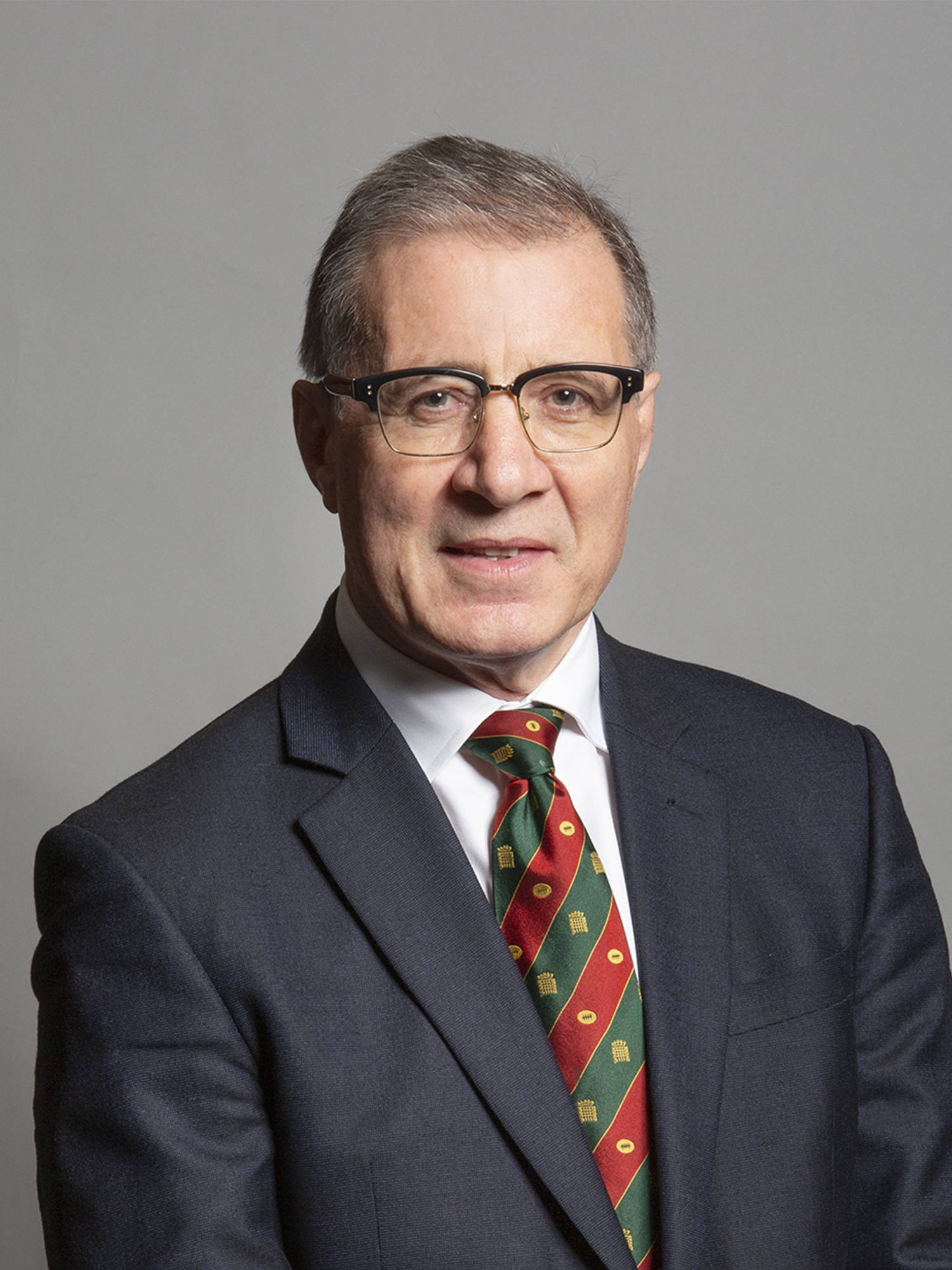

馬克·柏賽（1957年1月16日—）是一位英格蘭政治人物，他的黨籍是保守黨。自2010年開始，他擔任拉格比選區選出的英國下議院議員。他的父親也是一位國會議員。